# Kriegsgräberstätte Neuerburg

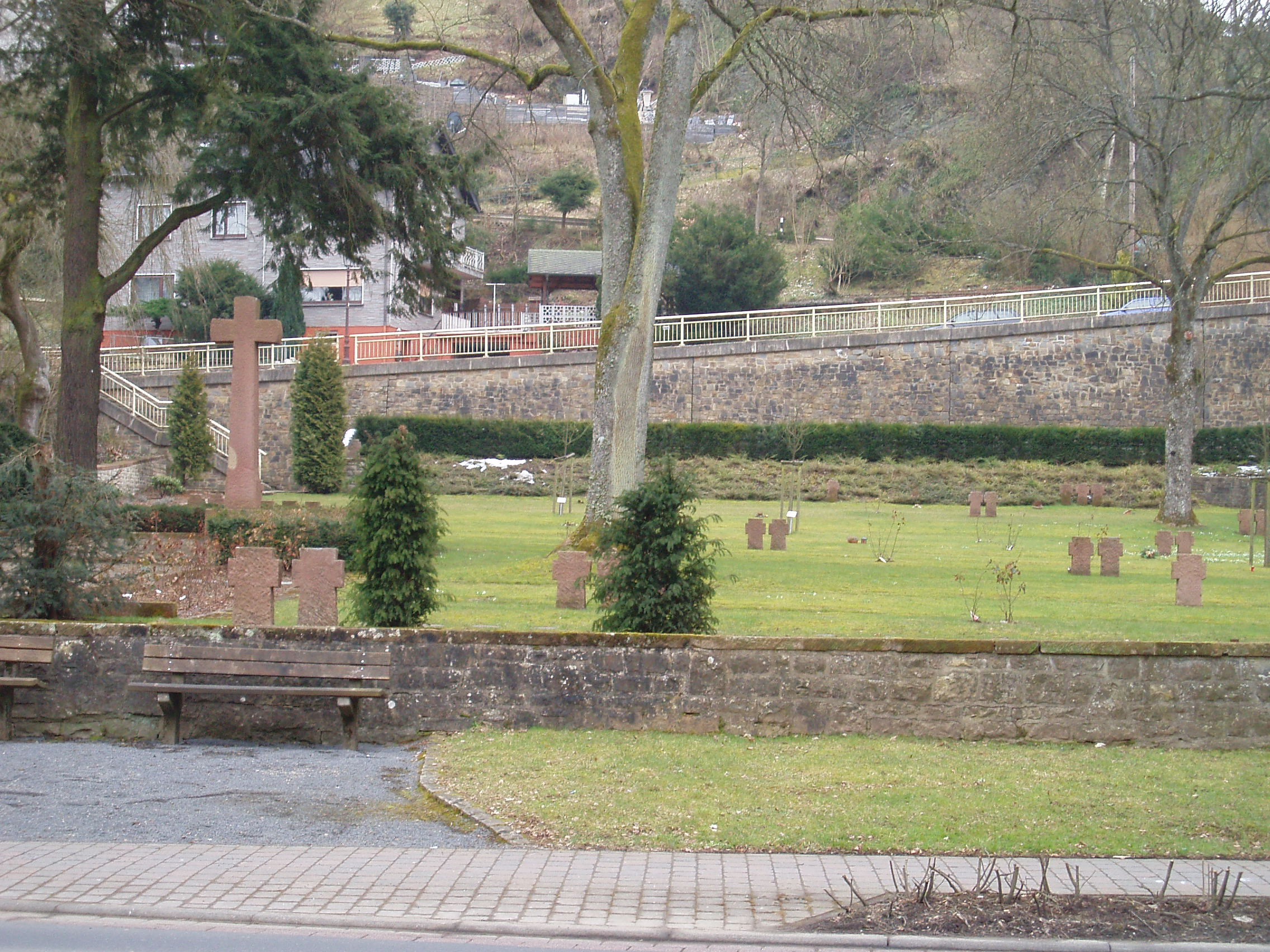
Ausschnitt des Ehrenfriedhofs

Die Kriegsgräberstätte Neuerburg ist ein Ehrenfriedhof in der Stadt Neuerburg im Eifelkreis Bitburg-Prüm in Rheinland-Pfalz.

## Geographische Lage
Der Ehrenfriedhof befindet sich am südlichen Stadtende in der Nähe der Enz, unmittelbar westlich der Landesstraße 4. Das Gelände liegt auf einer flachen Ebene und wurde ähnlich einem Park mit einigen Pflanzungen gestaltet.

## Geschichte
Die Kriegsgräberstätte umfasst insgesamt 898 Gräber von Soldaten, die während des Zweiten Weltkriegs gefallen sind oder anderweitig zu Tode kamen. Bei 830 Gräberstätten handelt es sich um deutsche Soldaten. Die anderen 68 Gräber stammen von ausländischen Kriegsgefangenen sowie Zwangsarbeitern aus Polen und Russland.
Im Park stehen mehrere Gruppen von Kameradenkreuzen sowie ein Zentralkreuz. Die einzelnen Grabstätten sind Namenssteinen versehen. Trotz hohen Recherche-Aufwands ist die Identität zahlreicher hier bestatteter Soldaten weiterhin unbekannt.

## Einzelnachweis
1. 1 2  Eintrag zu Ehrenfriedhof Neuerburg in der Datenbank der Kulturgüter in der Region Trier, abgerufen am 1. Februar 2022.

Koordinaten: 50° 0′ 17,7″ N, 6° 18′ 1″ O